# جوردن ماتشادو
جوردن ماتشادو (بالبرتغالية: Jordan Machado‏) هو لاعب كرة قدم برتغالي، ولد في 28 يناير 1995.